# Военная продукция Bulova

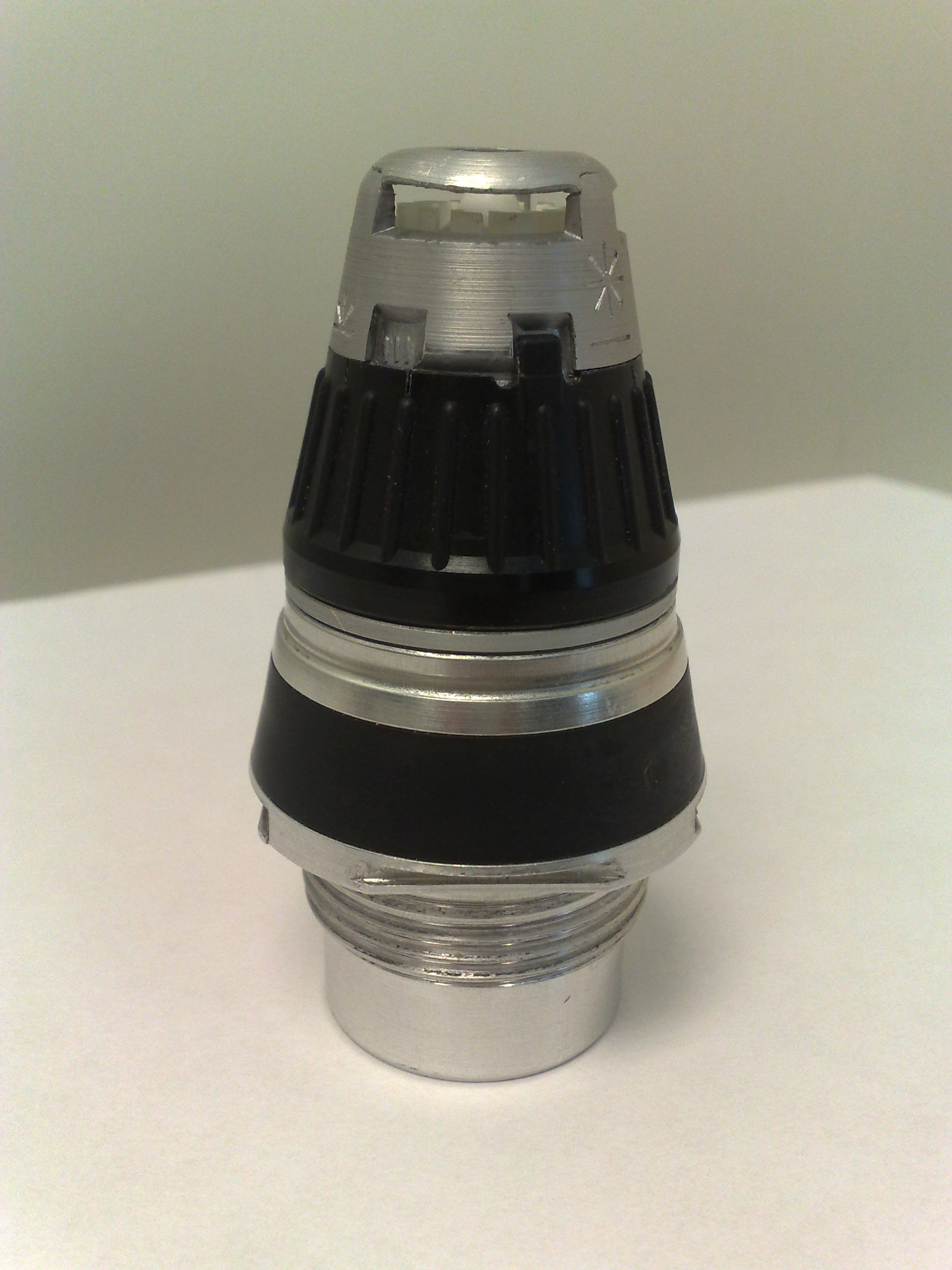
Со времён Второй мировой, артиллерийские взрыватели различных типов и моделей являются крупной статьёй доходов компании Bulova

Военная продукция Bulova — продукция производимая транснациональной компанией Bulova для военных целей.
Транснациональная компания Bulova со времён Второй мировой войны является крупным подрядчиком военно-промышленного комплекса США в части поставок продукции точной механики, включая технические алмазы и разного рода изделия из драгоценных и полудрагоценных камней, взрыватели для всех категорий ракетно-артиллерийских боеприпасов, бортовую электронику, навигационное оборудование и системы наведения для ракет и военных летательных аппаратов, разведывательную фото- и видеоаппаратуру высокого разрешения и скорости съёмки, а также другое оборудование и аппаратуру для авиационной и ракетно-космической техники. Производство взрывателей являлось основной статьёй доходов компании вообще и военных в частности, доходя до $15 млн. в месяц.

## Структурные подразделения
Разработкой и производством разного рода вооружения и военной техники ведал сектор военно-промышленной деятельности компании (Industrial Defense Activities). Специально для этих целей в структуре компании были созданы три крупные структурные подразделения:
- Системно-инструментальное подразделение (Systems and Instruments Division) — для разработки и испытаний изделий точной механики, автоматики и т. п., а также машин, станков и промышленного оборудования для их промышленного производства и обслуживания;
- Подразделение электроники (Electronics Division) — для разработки различных электронных и электротехнических устройств и приборов военного назначения для авиационной и ракетной техники и вооружения;
- Сервисно-техническое подразделение (Technical Sales and Services Division) — для регламентного обслуживания поставляемого вооружения и военной техники, и промышленного оборудования;

Кроме того, изготовлением военной продукции занимались часовые заводы и фабрики компании (domestic watch movement and watch case making facilities), параллельно с выпуском продукции гражданского назначения.
Напрямую менеджментом компании администрировался
- Тёртл-Маунтинский оружейный завод (Turtle Mountain Ordnance Plant), Ролла, округ Ролетт, штат Северная Дакота — занимался выпуском широкого спектра артиллерийских снарядов, взрывателей и предохранительных устройств по заказам, размещаемым управлениями вооружёния различных видов вооружённых сил. В 1964—1965 гг. по распоряжению Правительства США производственная база завода была расширена за счёт постройки новых производственных зданий и помещений, а также достройки новых этажей и уплотнения производственных цехов на уже имеющихся, чтобы обеспечить выпуск бо́льшего количества боеприпасов и комплектующих по полученным крупным заказам[6].

На базе системно-инструментального подразделения впоследствии образовалась военно-промышленная группа (Bulova Industrial/Defense Group) со штаб-квартирой в Нью-Йорке, в которую вошёл ряд дочерних компаний:
- Bulova Research & Development Labs., Inc., Вудсайд, Куинс, Нью-Йорк;
- Timer Engineering section → Industrial & Timer Products, Флашинг, Нью-Йорк;
- Industrial & Military Products Division, Джэксон-Хайтс, Куинс, Нью-Йорк;

Практически все научно-исследовательские и опытно-конструкторские подразделения Bulova Industrial/Defense Group располагались в Куинсе (район Нью-Йорка). Впоследствии, к ним добавились:
- Bulova Systems & Instruments Corporation, Валли-Стрим, штат Нью-Йорк;
- Bulova Technologies, Ланкастер, штат Пенсильвания.

## Хронология

### Вторая мировая война
До 1940-х гг., в ежегодных отчётах руководства компании перед своими акционерами отсутствуют упоминания какой-либо военной продукции. С началом Второй мировой войны, помимо продукции гражданского назначения, компания Bulova занимается изготовлением военной продукции: бомбовых прицелов, высотомеров, вариометров и навигационного оборудования для военных летательных аппаратов и взрывателей для различных типов поражающих элементов (главным образом, для артиллерийских снарядов), которые за годы войны стали одной из основных статей дохода компании. Линия военной продукции точной механики для армейской авиации и флота получила условное название «сердца-глаза-мозги» (англ. “Hearts-Eyes-Brains”), — подразумевалось, что поставляемое точномеханическое оборудование являет собой всё вышеперечисленное для боевых самолётов и кораблей. При производстве указанного точного механического оборудования и деталей марки Bulova использовалось ноу-хау в виде агатовых и других кольцевых подшипников из драгоценных камней (англ. Jewel Bearing).
Bulova Watch Company и Synthetic Gems & Jewels, Inc. освоили нишу обработки натуральных и синтетических алмазов и других драгкамней для бортового оборудования боевых кораблей и летательных аппаратов. Так, на оснащение драгоценными камнями бортового оборудования, узлов и агрегатов одного линкора уходило свыше пяти тысяч обработанных камней, из которых 4 тыс. шло в машинное отделение, 100 использовалось в системе управления огнём и ещё 100 в навигационном оборудовании. Около ста обработанных драгкамней использовалось при производстве приборной доски одного бомбардировщика.

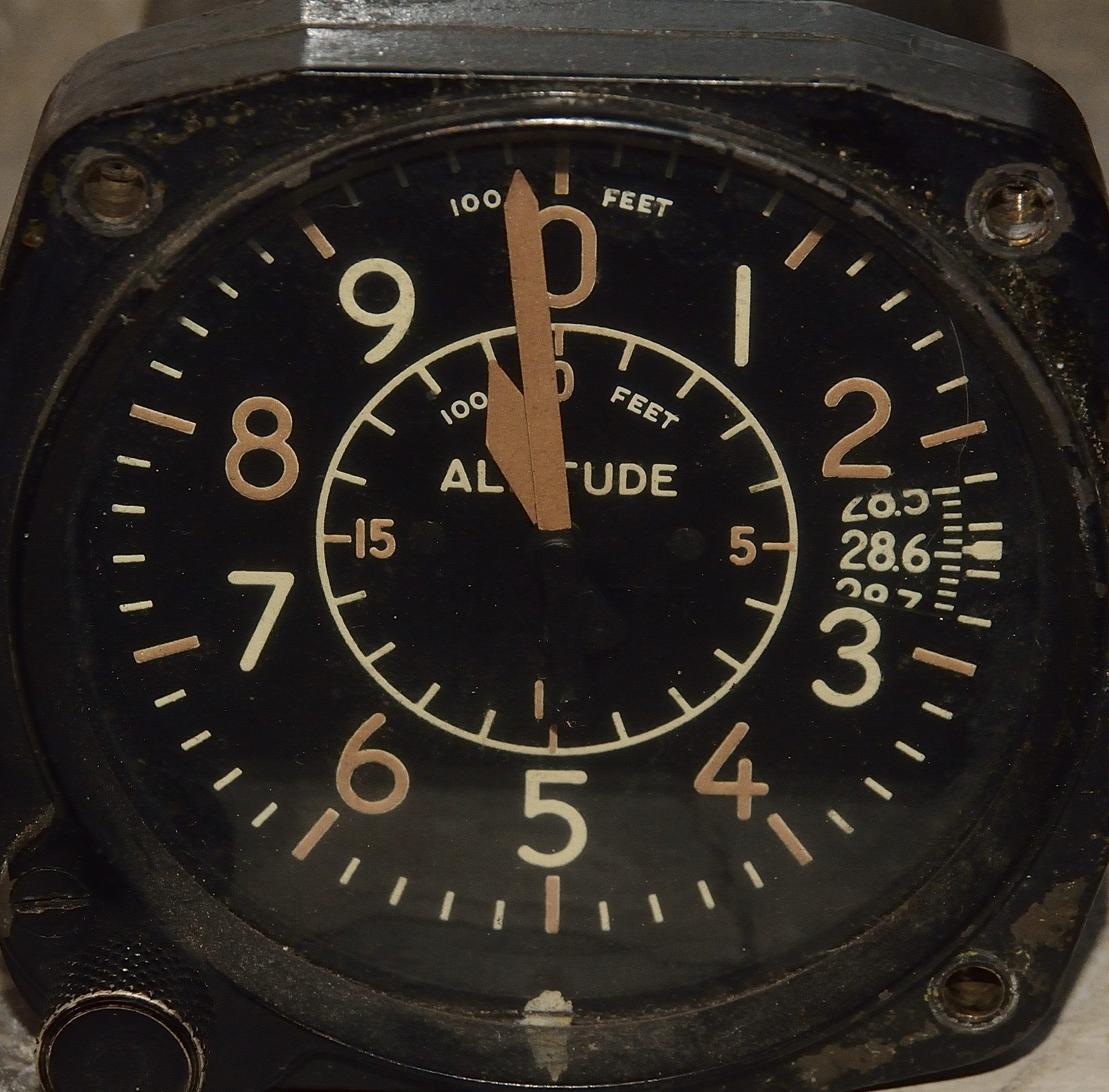
Альтиметр B-11 для истребителей времён Второй мировой войны

В свете бума военных заказов, в связи со всё большим вовлечением США в противоборство с Японской империей и интенсификации боевых действий сторон в ходе Второй мировой войны на Тихоокеанском театре военных действий, менее чем за год в 1941—1942 гг. наладила производство алмазорезных и алмазошлифовочных машин, подготовила большое количество рабочих кадров для работы на этих машинах и уже к августу 1942 г. наладила поставку алмазов на предприятия ВПК США в промышленных количествах и наштамповала алмазообрабатывающих станков такое количество, что их хватило бы с лихвой для оснащения ещё дюжины крупных производственных предприятий. Полный производственный цикл обработки алмазов, после которого те могли использоваться для установки в том или ином военном оборудовании, включал в себя около семидесяти технологических операций, начиная с очистки и заканчивая контролем качества обработанных камней. Расход алмазного материала на обработку камней также был весьма высок, — рабочие станки и помещения были покрыты слоем алмазной пыли, — так как резка рубина или сапфира была под силу только алмазу и ещё двум редким элементам аналогичной прочности, которые отсутствовали в США и были недоступны ввиду действий противника на морских коммуникациях.
Ко времени начала Второй мировой войны компания уже была транснациональной и имела производственные мощности за пределами США — в Швейцарии, т. е. была в полном смысле этого слова производителем «швейцарских часов», хотя на том этапе размещались и обслуживались, главным образом, военные заказы и швейцарские филиалы не были исключением в этом плане (во второй половине 1950-х гг. Конгресс США ограничил квоты на ввоз продукции из-за рубежа под предлогом укрепления национальной безопасности, — корпоративные юристы парировали этот ход тем, что это решение противоречило принятому ими же Закону № 215 от 11 июля 1955 г. «О расширении внешнеторговых соглашений», т. к. импортируемые комплектующие швейцарского производства подпадали под категорию продукции, необходимой для национальной безопасности).

### Корейская война
Корейская война стала другим важным фактором промышленного роста и катализатором укрупнения капиталов Bulova, — за 1950 г., в период наибольшей интенсивности боевых действий на Корейском полуострове, производственные мощности её оружейных предприятий выросли на треть, а местами и более.
В рамках курса на увеличение прибылей, руководство компании стремилось снизить производственные издержки, связанные с оплатой труда персонала, для чего привлекало для работы не требующей квалифицированных кадров представителей самых малоимущих слоёв американского населения. Тёртл-Маунтинский оружейный завод, занимавшийся обработкой алмазов для военного оборудования (предприятие стратегической важности — единственный источник подшипников из драгоценных и полудрагоценных камней для США в случае прекращения или приостановки внешних поставок), отличался чрезвычайной дешевизной рабочей силы, — учёная-историк Энжи Дебо утверждала, что на заводе было занято около «сотни нищих индейцев».

### Вьетнамская война
Вьетнамская война, принявшая форму бесконечных бомбардировок и ракетных обстрелов вьетнамских городов и деревень, привела к значительно возросшему расходу боеприпасов и исчерпанию государственных запасов взрывателей уже в первые месяцы войны, что потребовало от менеджмента компании создания собственных долговременных запасов и расширения базы складского хранения готовой продукции. Суммы военных заказов стремительно поползли вверх (рост объёма продаж в секторе военной продукции в процентном исчислении составил 25% в 1966—1967 и 30% в 1967—1968 гг.) и заставили компанию вновь расширять военное производство в ущерб открытию новых предприятий по выпуску гражданской продукции, при этом заранее предупредив акционеров о том, что наиболее активная фаза войны рано или поздно закончится, что повлечёт спад заказов:

С эскалацией [военных действий] во Вьетнаме с середины 1965 года, наш оборонный бизнес резко расширился и преодолел все мыслимые показатели темпов роста, спрогнозированные нами до Вьетнамского конфликта. Мы считаем, что наш промышленный и оборонный бизнес достиг своего «плато» [застабилизировался на пике] на его нынешнем уровне и постепенно пойдёт на спад в течение следующих нескольких лет.
Оригинальный текст (англ.)With the escalation in Vietnam since mid-1965, our defense business has increased dramatically and out of all proportion to what we had envisioned prior to the Vietnam conﬂict. We feel that our industrial and defense business has reached a plateau at its current levels and will level off and decline over the next few years.
— Ежегодный отчёт руководства компании перед акционерами за период с 31 марта 1967 г. по 31 марта 1968 г.
Когда к 1968 г. были развёрнуты правительственные склады боеприпасов, способные принять необходимое количество готовой продукции — взрывателей и другого расходного материала, менеджмент компании отчитался перед акционерами, что снижение интенсивности боевых действий во Вьетнаме не повлечёт существенного падения доходов и не приведёт к существенному снижению годовой нормы прибыли, хотя, разумеется, объём продаж снизится пропорционально снижению потребляемого ВС США количества боеприпасов.

### Гонка вооружений
Ко времени окончания Корейской войны уже набрала обороты «гонка вооружений» между СССР и США, что отразилось на всё больших бюджетных вливаниях в программы разработки и производства ракетного вооружения, — руководство компании, в свою очередь, поспешило застолбить за собой нишу точной механики для ракетостроительной отрасли: разрабатывались и производились по госзаказам и коммерческим заказам частных подрядчиков предохранительные механизмы / переводчики взрывателя на боевой взвод, а также элементы навигационных систем и наземной контрольно-проверочной аппаратуры (КПА) для таких ракет как «Титан», «Буллпап», «Навахо», «Атлас», «Фэлкон», «Хок-3», «Снарк», «Терьер», «Талос», «Тартар», «Сайдуайндер», «Спарроу», «Корвус», противотанковых ракет «Дарт», и «Шиллейла», противоракет «Спринт», электро-механические устройства бортового оборудования ракет «Минитмен» и «Поларис» и «Тор», БЧ ракет «Першинг», электро-механическая цепь запуска ракет «Минитмен», наземное оборудование для ЗРК «Найк-Зевс», зубчатые передаточные механизмы КПА ракет «Юпитер» (с размерами деталей 36000:1), элементы навигационных систем для ракет «Буллпап», «Маулер», «Поларис», «Атлас», «Першинг», беспилотных перехватчиков «Бомарк» и разведывательных БПЛА «Сваллоу», датчики навигационной системы тактических бомбардировщиков F-111, торпедного оружия, системы радиолокационных станций дальнего обнаружения/раннего предупреждения (англ. Distance Early Warning), оптико-электронную разведаппаратуру для воздушно-космической и авиаразведки (отдельные образцы фотоаппаратуры снимали до 40 тыс. кадров за три секунды), а также электронные авиационные бомбовые прицелы с встроенными вычислителями, системы управления огнём и бортовые навигационные системы летательных аппаратов. Кроме того, компания привлекалась к участию в совместных американо-британских проектах ракетных вооружений, где американская сторона брала на себя изготовление систем наведения, среди прочего Bulova совместно с Clevite Corporation разрабатывала боевую часть и системы наведения для ПТУР «Виджилент» британской компании Vickers Electric Ltd для оснащения им армий НАТО.
По состоянию на 1959 год, компания участвовала в 17 из 40 военных ракетных программ США, начиная от малогабаритных ракет класса «воздух—воздух» ближнего радиуса действия «Сайдуайндер» и заканчивая тяжёлыми межконтинентальными баллистическими ракетами шахтного базирования «Атлас». Необходимость всё большей миниатюризации компонентов боевых частей ракет была продиктована тем соображением, что сокращение общей массы маршевой и терминальной ступеней ракеты позволяет значительно сократить топливозатраты в полёте, таким образом уменьшить размеры ракеты и сделать её более компактной и удобной в транспортировке и размещении на различных носителях ракетного вооружения, как сухопутных, так и морских и авиационных. Линейка продукции для ракетостроения включала в себя от сравнительно простых в технологическом плане сверхминиатюрных электронных устройств микроскопических размеров, фильтров сигнала и кварцевых пьезоэлектрических преобразователей до чрезвычайно сложных в производстве предохранительных механизмов — переводчиков боеголовок ракет на боевой взвод, — в этом плане очень пригодился опыт организации массового производства различных часовых механизмов. Совокупный объём военных заказов компании от американской армии, авиации и флота за 1956—1957 гг. превысил $20 млн, в то же время наметился явно выраженный тренд на снижение объёма заказов конвенциональных вооружений и роста таковых в сегменте ракетного оружия, что по указанию председателя правления компании генерала Омара Брэдли, заставило менеджмент компании сосредоточить усилия на данном направлении. Это повлекло за собой и соответствующие организационные преобразования: в 1958—1959 гг. число инженерно-технического персонала лаборатории ракетных вооружений удвоилось (в процентном соотношении кадровое пополнение корпуса ИТР составило 72%). За период 1957—1961 гг. выручка подразделений компании, занятых в разработке ракетного вооружения, увеличилась на 300%, то есть в три раза по сравнению с аналогичным периодом предыдущих фискальных лет, и продолжала стремительно расти.
В середине 1960-х гг. было налажено производство разведывательной аппаратуры по субподряду от General Dynamics, а также фотограмметрической аппаратуры (выпрямителей для мгновенной обработки полученных фотоснимков) для топографических рекогносцировочных подразделений и служб ВМС США.

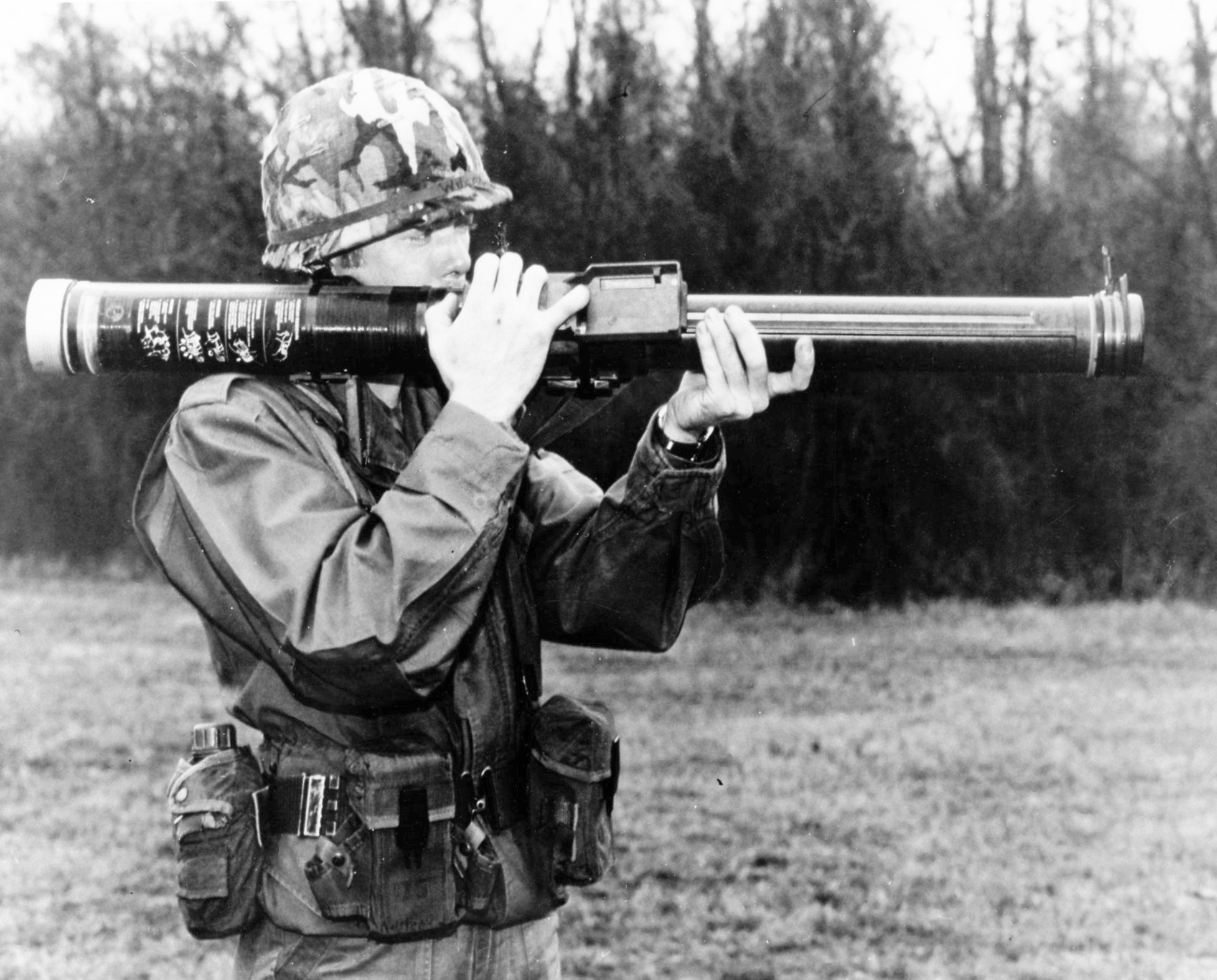
Экспериментальный ручной противотанковый гранатомёт «Вайпер», — один из проектов Bulova в сфере разработки и производства взрывателей для ручного стрелкового оружия

Диверсификация продукции вывела лабораторные подразделения компании к разработке и изготовлению оптико-электронного оборудования для ракет: инженеры компании были задействованы в создании инфракрасной системы наведения ствольных управляемых ракетных снарядов «Полкэт» (вместе с «Шиллейлой» предназначались для вооружения авиадесантных танков «Шеридан») и кристаллических решёток приёмников инфракрасного излучения и ряда других технологических решений дистанционного управления УРВВ «Сайдуайндер». В дальнейшем продолжается производство принимающих поверхностей инфракрасных головок самонаведения, бесконтактных датчиков цели, замыкателей электроцепей подрыва, гироскопов, а также часовых механизмов самоликвидации для УРВП и НУР M30 ОТРК M270, 20/30-мм противотанковых снарядов XM552, артиллерийских взрывателей M423, M427, M509, M524, M525, M565, M567, M572, M577 и их модификаций, взрывателей для выстрелов 81-мм миномёта M252, взрывателей для НУРС Mk 4 FFAR, взрывателей для снарядов корабельной артиллерии VT Mk 71 Mod 11/12, Mk 72 Mod 12/13, Mk 73 Mod 4/5, взрывателей всех наименований, совместимых с электронной системой установки взрывателя ракетного и артиллерийского вооружения MK 34 MOD 2 бортовой системы управления огнём надводных кораблей, а также автоматических устройств снаряжения-разряжения и контрольно-проверочного оборудования для проверки их пригодности к применению и других важных компонентов боеприпасов для артиллерийского вооружения. Для этих целей в структуре компании было создано военно-промышленное подразделение: Bulova Systems & Instruments Corporation в Валли-Стрим (штат Нью-Йорк). Кроме того, разрабатывались устройства голосового управления оружием, преобразователи телевизионного сигнала, миниатюрные программаторы для ракет, а также миниатюрные бортовые записывающие устройства для фиксации параметров полёта опытных прототипов вооружений, дозиметры для замера рабочего радиационного фона (для обеспечения нормальных для жизнедеятельности условий работы обслуживающего персонала), для авиации различных видов вооружённых сил и служб разрабатывались телеметрические альтиметры, указатели поворота и скольжения, прицельная аппаратура, учебно-тренировочное оборудование. В сегменте взрывчатых материалов и пиротехнических изделий, подразделением Bulova Technologies в Ланкастере (Пенсильвания), налажено производство детонаторов M142 для подрыва инженерных боеприпасов, пиротехнических имитаторов «растяжек» — светосигнальных имитаторов M117/M118 и звуковых имитаторов M119.

### Космическая программа США

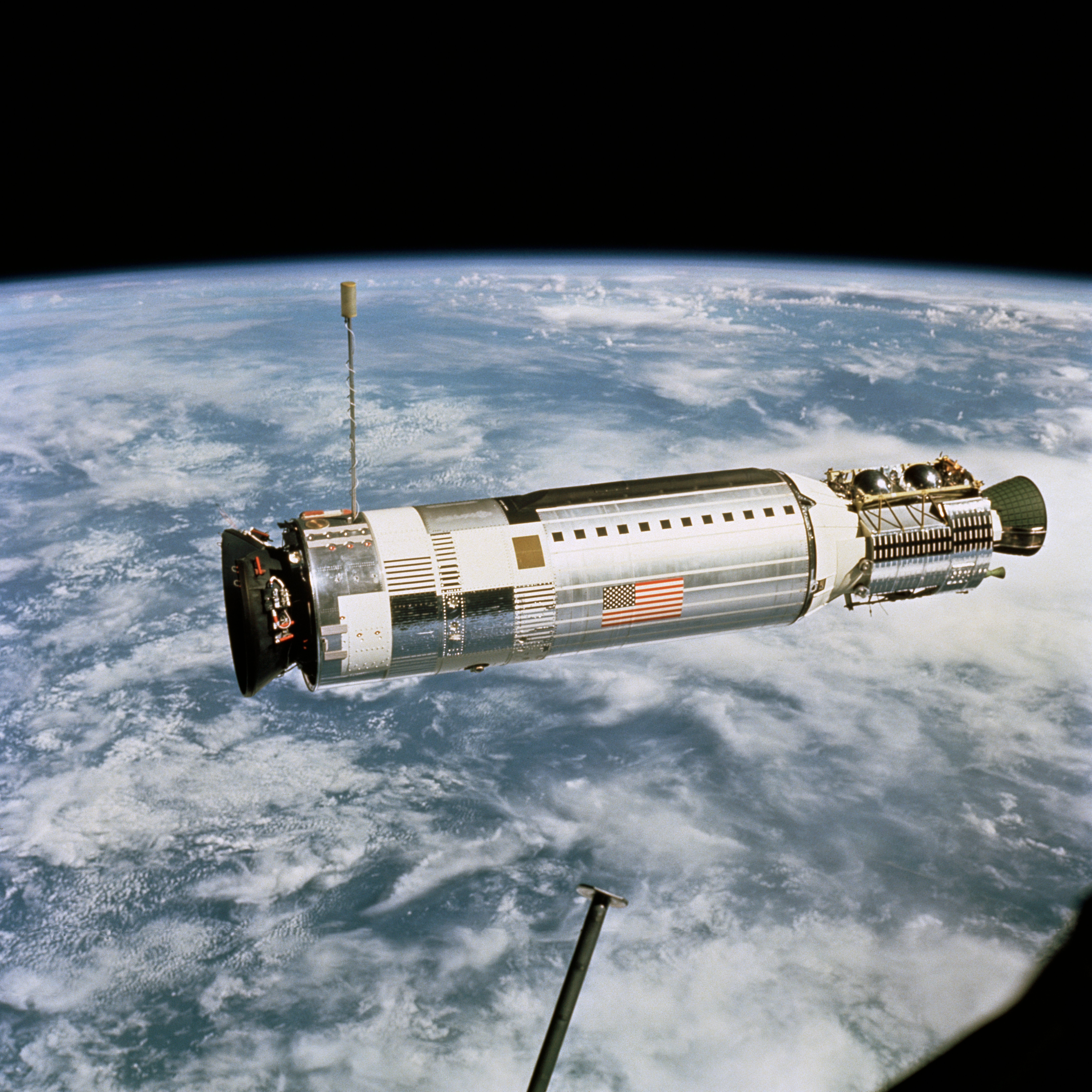
Бортовое навигационное оборудование для разведывательно-коммуникационных и исследовательских космических аппаратов стало дополнительной сферой деятельности компании после начала космической программы США

В сегменте ракетно-космической техники для Министерства обороны (разведывательно-коммуникационные спутники) и НАСА (исследовательские спутники и космические аппараты), компания участвовала в поставках продукции точной механики для многоцелевых разгонных блоков «Сатурн» и «Центавр». Таймеры Accutron («спутниковый выключатель» для автоматической периодизации работы бортовой аппаратуры и экономии расхода энергии) были установлены на борту беспилотных космических аппаратов программы «Пегас» (в частности, «Пегас-1» и «Пегас-2»), «Эксплорер» («Эксплорер-7» и «Эксплорер-11»), «Телстар» («Телстар-1» и «Телстар-2»), «Тайрос» («Тайрос-6» и «Тайрос-7»), часовые камертоны типа Accutron c оптическим прерывателем поставлялись для бортового навигационного оборудования пилотируемых космических аппаратов программы «Аполлон» (в частности, для звёздного датчика и датчика горизонта для лунного модуля корабля «Аполлон»), альбедо-устойчивые к продолжительному воздействию солнечной радиации спутниковые солнцеориентаторы для беспилотных космических полётов длительностью до года по субподряду для Lockheed Missiles and Space Company (в частности, для беспилотных космических платформ «Аджена», занятых в обеспечении деятельности разведывательных спутников и для решения других задач национальной обороны), а также бортовые часы для пилотируемых космических аппаратов, — именно Bulova Accutron особой модели были установлены в модуле управления шаттла «Колумбия».

## Продукция двойного назначения
Помимо вышеперечисленных сугубо военных изделий, малоприменимых для использования гражданским населением, Bulova Watch Company с заводами в Вудсайде (Куинс, Нью-Йорк) выпускала высокоточные наручные часы повышенной надёжности для военных лётчиков и водолазов, а также астронавтов (специально для последних при участии Базза Олдрина были спроектированы две модели — Eagle Pilot и Astronaut, — Олдрин уже тогда считал, что техника будущего, такая как беспроводной телефон, видеокамера, калькулятор и другие полезные приборы, будут заключены в корпус наручных часов и доступны для ношения на запястье, что он и пытался реализовать совместно с инженерами Bulova).
В начале 1960-х гг. в военных лабораториях Bulova была создана учебная лучевая насадка на личное стрелковое оружие военнослужащих, на основе инфракрасного луча, с компактным источником питания и электронным регистратором, при помощи которого фиксировались попадания из личного стрелкового оружия на учениях и в ходе занятий по тактической и огневой подготовке без применения боевых патронов. Изготовление опытного прототипа данной системы было готово к середине 1961 года, однако, о дальнейшем ходе проекта упоминания отсутствуют, пока в начале 1980-х гг. в Армию США не начала поступать лазерная система имитации боя «Майлс» (англ. MILES, сокр. от Multiple Integrated Laser Engagement System).

## Протекционизм
Как и в случае с другими американскими монополиями, в получении компанией Bulova крупных правительственных военных заказов наблюдался протекционизм и отсечение мелких компаний от участия в подрядах на производство вооружений и военной техники. Так, например, 26 июня 1972 г. компании Bulova был выдан правительственный заказ на производство взрывателей M567 на сумму $1403124,91 В то же время, фирме Amron-Orlando Corporation, предлагавшей изготовление партии взрывателей того же наименования дешевле на $44000 было отказано, что было помимо всего прочего нарушением Закона США «О малом бизнесе», принятого в защиту предприятий малого бизнеса от монополистов рынка. В ответ на официальный запрос, представитель аппарата Министра обороны США заявил, что это было обусловлено соображениями срочности выполнения заказа, которую якобы не могло обеспечить малое предприятие, — в то же время заказ для Bulova был предоставлен тремя неделями позже, что говорило об обратном, а также о наличии предварительной кулуарной договорённости между представителями заказчика и подрядчика. Офис начальника Главного контрольно-финансового управления США не усмотрел грубых нарушений законодательства о госзакупках в данном случае.

## Иностранные заказы
Будучи крупным подрядчиком военно-промышленного комплекса США, помимо выполнения заказов для американского правительства, Bulova также работала на экспорт. Во второй половине 1980-х гг., в ходе проекта «Peace Pearl», реализовывавшегося в рамках военно-технического сотрудничества США и КНР, часовыми компаниями Bulova и Hamilton был получен заказ от китайского правительства на сумму $22 млн на разработку новых крупнокалиберных артиллерийских боеприпасов для корабельной артиллерии ВМС НОАК.

## Комментарии
1. ↑  15 млн. 886 тыс. 635 долл. в феврале 1965 г. — заказ от Армии США на закупку взрывателей для артиллерийских снарядов и неуправляемых реактивных снарядов на вооружении армейской вертолётной авиации (другие виды вооружённых сил, такие как ВВС, ВМС и КМП США закупали взрыватели для своих нужд каждый по отдельности).[5]